# Космезгіл
Космезгі́л (каз. Қосмезгіл) — село у складі Сауранського району Туркестанської області Казахстану. Входить до складу Чернацького сільського округ.
До 2008 року село називалося Кизиласкер.
Населення — 5080 осіб (2021; 4569 у 2009, 3698 у 1999, 3134 у 1989).